# 莱萨尔布
莱萨尔布（法語：Les Albres，法語發音：[le.z‿albʁ]）是法国阿韦龙省的一个市镇，属于鲁埃格自由城区。

## 地理
莱萨尔布（44°32'16"N, 2°10'25"E）面积15.22 平方千米，位于法国奧克西塔尼大區阿韦龙省，该省份为法国南部内陆省份，位于法國中央高原南部，北起顺时针与康塔爾省、洛泽尔省、加尔省、埃罗省、塔恩省、塔恩-加龙省和洛特省接壤。
与莱萨尔布接壤的市镇（或旧市镇、城区）包括：阿斯普里耶尔、欧班、布瓦斯庞绍、布亚克、加尔冈、佩吕斯勒罗克、维维耶。

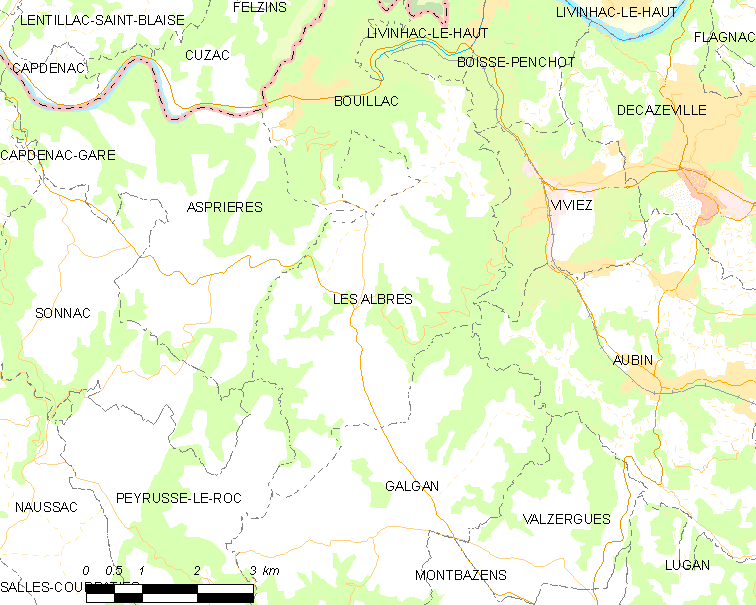
莱萨尔布的OSM定位图

莱萨尔布的时区为UTC+01:00、UTC+02:00（夏令时）。

## 行政
莱萨尔布的邮政编码为12220，INSEE市镇编码为12003。

## 政治
莱萨尔布所属的省级选区为洛特-蒙巴济努瓦县。

## 人口

1962-2008年间莱萨尔布人口变化图示

莱萨尔布于2022年1月1日时的人口数量为344人。